# Museu Municipal de Arte Moderna Abel Manta
O Museu Municipal de Arte Moderna Abel Manta é um museu inaugurado em 1985 localizado em Gouveia, no distrito da Guarda, em Portugal. Constituindo-se como um dos mais importantes núcleos artísticos da região, este espaço reúne uma colecção de 108 obras, de 72 pintores contemporâneos sendo por vezes denominado de Museu Municipal de Arte Moderna Abel Manta.

## Edifício

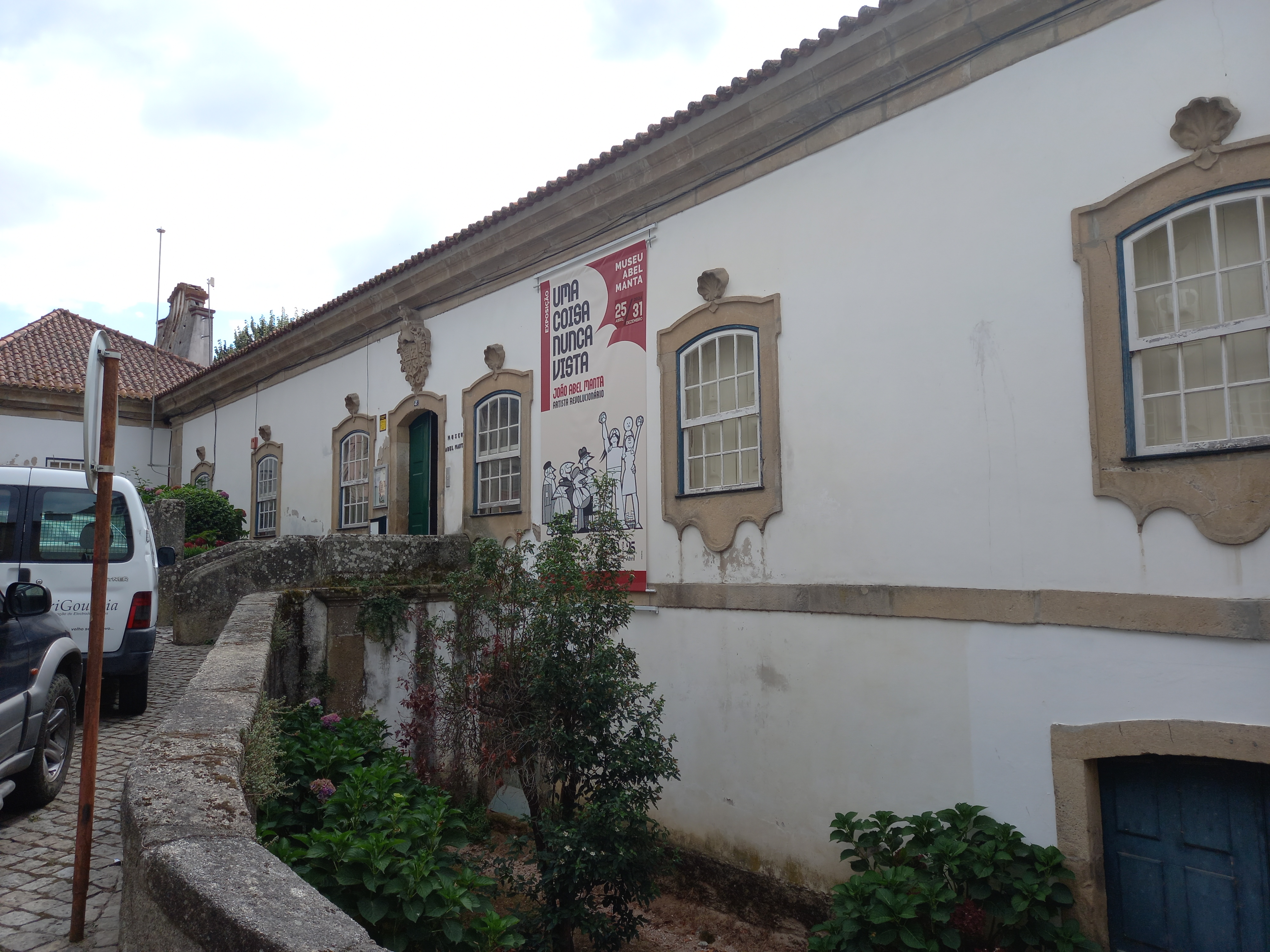
Museu Municipal de Arte Moderna Abel Manta em Gouveia

O museu está instalado num edifício setecentista, o antigo Solar dos Condes de Vinhó e Almedina, patrocinadores dos estudos artísticos de Abel Manta. O edifício apresenta características barrocas manifestas em inúmeros detalhes, designadamente das portas e janelas da frontaria principal da rua Direita.
O Museu Municipal Abel Manta é composto por sete salas de exposição permanente e uma de exposições temporárias. Dispõem ainda de biblioteca de artes, serviços educativos, recepção e loja do Museu.

## Colecção

Aurorretrato, c. 1939, óleo sobre tela, 65 x 50 cm. Pertencente à Colecção de J. Abel Manta, Museu Municipal de Arte Moderna Abel Manta

Em exposição é possível encontrar gravuras, desenhos, aguarelas ou pinturas de artistas como António Sena, Árpád Szenes, Bartolomeu Cid, Clementina Carneiro de Moura, Joaquim Rodrigo, Júlio Pomar, Júlio Resende, Menez, Paula Rego, Vieira da Silva e, naturalmente, do gouveense Abel Manta. 